# Šajkaška fabrika šećera Žabalj
Šajkaška fabrika šećera Žabalj (code BELEX : SJKS) est une entreprise serbe qui a son siège social à Žabalj, dans la province de Voïvodine. Elle travaille dans le secteur de l'agroalimentaire et, plus particulièrement, celui de l'industrie sucrière.

## Histoire
Šajkaška fabrika šećera Žabalj a été admise au marché non réglementé de la Bourse de Belgrade le 27 juillet 2007.

## Données boursières
Le 29 mars 2013, l'action de Šajkaška fabrika šećera Žabalj valait 4 400 RSD (39,40 EUR). Elle a connu son cours le plus élevé, soit 5 000 RSD (44,77 EUR), le 4 décembre 2012 et son cours le plus bas, soit 500 RSD (4,47 EUR), le 13 décembre 2010.
Le capital de Šajkaška fabrika šećera Žabalj est détenu à hauteur de 92,52 % par Hellenic Sugar Industry S.A.